# LM 24
LM 24 er en kølbåd, der blev designet i år 1967 af Lunderskov Møbelfabrik og senere produceret i perioden fra år 1972 til 1984.
I alt blev der produceret 659, hvoraf nogle var fabriksapterede.
Skroget er lavet af hvid glasfiber og kølen som en langkøl indeholdende 1 ton jern.
De ydre dimensioner er 7,2 m i længden, 6,1 m i længden i vandlinjen og 2,52 m i bredden. Dybgangen er 1 m og internt er kahytten 1,72 m høj.
Da de kan fungere som motorsejlere, kan de indeholde en intern motor og har en 7,85 m høj stormast monteret med en 3,2 m lang bom.
Deres LYS-tal er 0,86.

## Eksterne kildehenvisninger
- Yacht Database